# Géraud Valet de Reganhac
Géraud Valet de Reganhac, né le 5 juin 1719 à Cahors (Lot) et mort le 18 juin 1787 dans le domaine familial de Reganhac à Cézac (Lot), est un juriste et un poète français fort apprécié à son époque.

## Biographie
Géraud était le fils de Pierre de Valet de Reganhac, né en 1685, et de Marie de Marciel.
En 1744, Géraud Valet de Reganhac participa avec son cousin Jean-Jacques Lefranc de Pompignan à la fondation d'une société savante qui deviendra plus tard l'Académie de Montauban, reconnue par lettre patente de Louis XV, datée de Dunkerque le 17 juillet 1744.
Ami de Jean-François Marmontel, il est présenté à Voltaire, venu à Toulouse lorsqu'il s'est intéressé à l'affaire Calas. Le grand philosophe des Lumières souhaite le voir devenir ministre de l'Instruction, mais Géraud Valet refuse la proposition en ces termes : « Nec nosco, nec cognocere volo magnos » (Je ne connais, ni ne veux connaitre les grands).
En 1758, il est avocat au Parlement de Cahors et devient l'année suivante avocat au Parlement de Toulouse.

## Œuvres
En 1756, Géraud Valet de Réganhac publia :
- Ode sur la prise du fort Saint-Philippe
- Ode sur la désertion et le retour
- Éloge de Louis XII
- Cours de littérature et de poésie
- Éloge de la poésie lyrique
- La nature sauvage et la nature cultivée

ainsi qu'une traduction en prose et en vers français de l' Art poétique d'Horace.
Par ailleurs, il écrivit deux discours qui furent couronnés par l'Académie des Jeux floraux de Toulouse : 
- « L'esprit philosophique est-il plus utile que nuisible aux belles lettres ? »
- « N'est-il pas honteux d'avoir plus de ménagement pour les vices que pour les ridicules ? »

Lauréat des Jeux floraux, il remporta trois fleurs au concours Clémence Isaure, et le 7 mai 1759, il fut nommé maître ès jeux floraux. En 1761, il lit à l'Académie son « Discours sur l'ode », et en 1767, il fait l'éloge de Clémence Isaure.
En 1775, il publie des « Études lyriques » d'après Horace.
Le 21 juin 1777, trois de ses odes sont lues devant Monsieur, frère du roi Louis XVI et futur roi Louis XVIII, au cours d'une séance  de l'Académie des Jeux floraux à Toulouse.

## Vie familiale
Le 28 novembre 1752, il épouse sa cousine Anne de Valet de Calamane, avec laquelle il eut un enfant - un fils unique - Pierre Marie Joseph, né le 27 octobre 1753 à Pechpeyroux, lui aussi poète, qui sera trésorier général de France au bureau des Finances de Montauban.
Sa femme meurt le 5 juin 1773, et lui-même décède quelques jours après son soixante-huitième anniversaire, à la suite d'une attaque d'apoplexie, le 18 juin 1787, dans son domaine de Réganhac (Pechpeyroux).